# 郭可大
郭可大（1910年—？），男，江苏如皋人，中国医学微生物学家、医学真菌学家，曾任中国医学科学院流行病学微生物学研究所研究员。